# Benno Wandolleck
Bernhard Edward Max Julius „Benno“ Wandolleck (* 18. April 1864 in Danzig; † 1930 in Dresden) war ein deutscher Sportschütze und Zoologe. 

## Biografie
Benno Wandolleck war als Assistent am Königlichen Zoologischen Museum in Berlin und später in gleicher Funktion im Königlichen Zoologischen und Anthropologisch-Ethnographischen Museum zu Dresden tätig. 1912 erhielt er eine Lehrstelle an der Tierärztlichen Hochschule Dresden. 
Wandolleck war Besitzer der größten Handfeuerwaffensammlungen Deutschlands und nahm an den Olympischen Sommerspielen 1912 in Stockholm teil. Im Mannschaftswettkampf mit der Freien Pistole wurde er zusammen mit Georg Meyer, Heinrich Hoffmann und Gerhard Bock Siebter. Aufgrund seiner Waffenexpertise wurde er von Euchar Albrecht Schmid gebeten, die Gewehre des Autors Karl May zu begutachten. Zu diesem Thema verfasste Wandolleck mehrere Kapitel in den Karl-May-Jahrbüchern.

## Werke
- Die Feuerwaffen des Romans "Winnetou". In: Karl-May-Jahrbuch 1923
- Nochmals der Henrystutzen. In: Karl-May-Jahrbuch 1927
- Karl May und die Waffen. In: Karl-May-Jahrbuch 1930
- Nochmals die Indianerschlacht am Little Bighorn. In: Karl-May-Jahrbuch 1931
- Tierstudien mit der Kamera, 1927
- Das Leben in den Meerestiefen, 1927